# Corymbia dallachiana
Corymbia dallachiana ist eine Pflanzenart aus der Gattung Corymbia innerhalb der Familie der Myrtengewächse (Myrtaceae). Sie kommt im Norden, im Osten und im Zentrum Queenslands vor und wird dort „Dallachy’s Ghost Gum“ genannt.

## Beschreibung

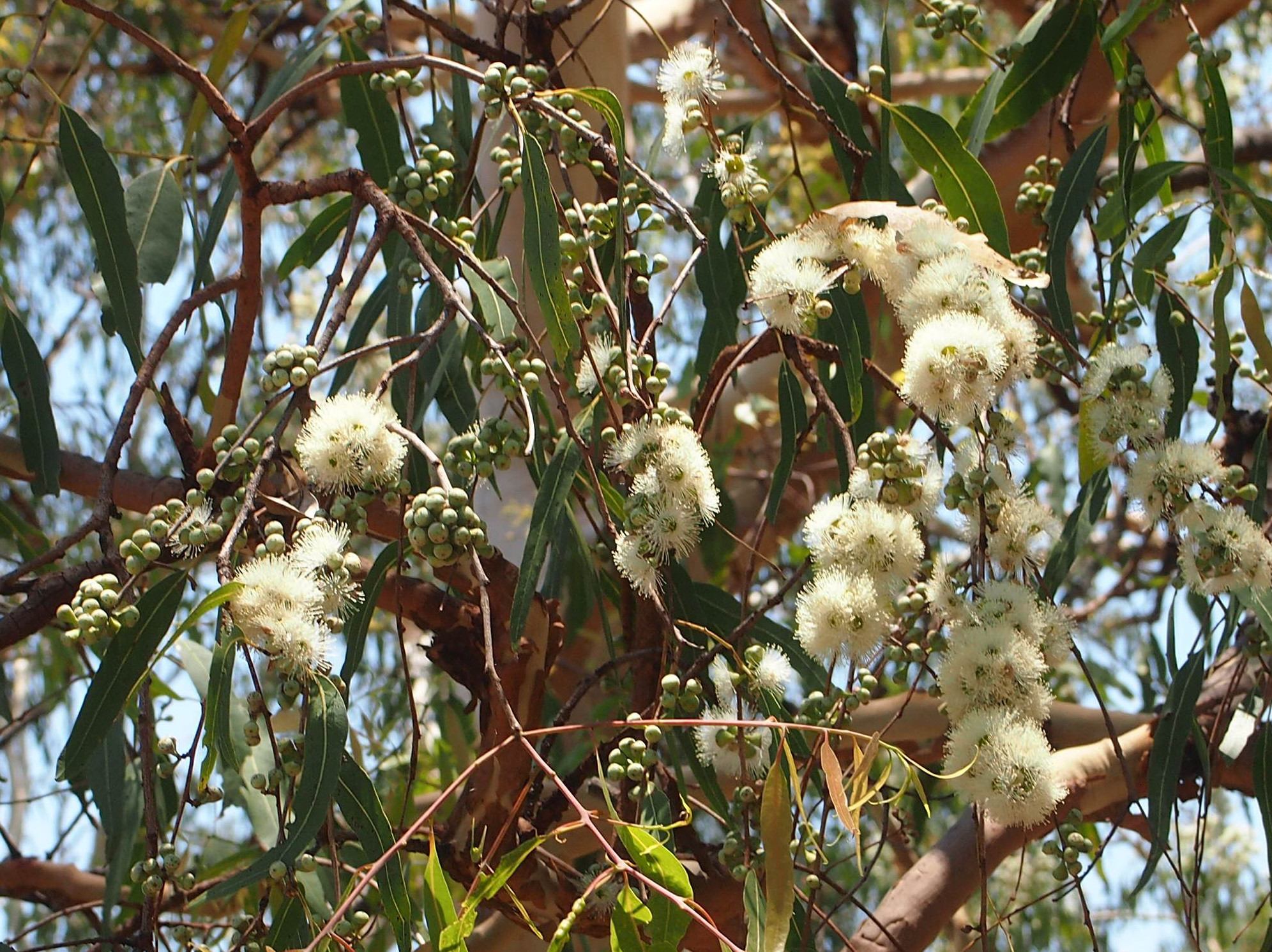
Blütenstände

### Erscheinungsbild und Blatt
Corymbia dallachiana wächst als Baum, der Wuchshöhen bis 15 Metern erreicht. Die Borke ist am gesamten Baum glatt, matt oder pulvrig, weiß bis grau oder rosafarben und schält sich in kurzen Bändern oder kleinen vieleckigen Flicken. Im Mark und in der Borke sind Öldrüsen vorhanden.
Bei Corymbia dallachiana liegt Heterophyllie vor. Die Laubblätter sind immer in Blattstiel und -spreite gegliedert. Die Blattspreite an jungen Exemplaren ist lanzettlich bis eiförmig und besitzt steife Drüsenhaare. Der Blattstiel an erwachsenen Exemplaren sind schmal abgeflacht oder kanalförmig. Die Blattspreite an erwachsenen Exemplaren ist relativ dünn, lanzettlich bis breit-lanzettlich, gerade, mit sich verjüngender Spreitenbasis und spitzem oder bespitztem oberen Ende. Ihre Blattober- und -unterseite ist einfarbig glänzend grün bis grau-grün. Die kaum erkennbaren Seitennerven gehen in geringen Abständen in einem spitzen oder stumpfen Winkel vom Mittelnerv ab. Auf jeder Blatthälfte gibt es einen ausgeprägten, durchgängigen, sogenannten Intramarginalnerv; er verläuft in geringem Abstand am Blattrand entlang. Die Keimblätter (Kotyledonen) sind fast kreisförmig.

### Blütenstand und Blüte
Auf einem im Querschnitt stielrunden Blütenstandsschaft steht ein zusammengesetzter Blütenstand, der aus doldigen Teilblütenständen mit jeweils etwa sieben bis elf Blüten besteht. Der Blütenstiel ist im Querschnitt stielrund.
Die ei- oder keulenförmige Blütenknospe ist nicht blau-grün bemehlt oder bereift. Die Kelchblätter bilden eine Calyptra, die früh abfällt. Die glatte Calyptra ist kniescheibenförmig oder halbkugelig und so breit wie der glatte Blütenbecher (Hypanthium). Die Blüten sind weiß oder cremefarben.

### Frucht und Samen
Die gestielte Frucht ist zylindrisch oder eiförmig und dreifächerig. Der Diskus ist eingedrückt.
Der regelmäßige und seitlich abgeflachte, kniescheiben- oder eiförmige Samen besitzt eine netzartige, matte bis seidenmatte, rote oder rotbraune Samenschale. Das Hilum befindet sich am oberen Ende des Samens.

## Vorkommen
Das natürliche Verbreitungsgebiet von Corymbia dallachiana ist das östliche, nördliche und zentrale Queensland.

## Taxonomie
Die Erstbeschreibung erfolgte 1867 durch George Bentham unter dem Namen (Basionym) Eucalyptus tesselaris var. dallachiana Benth. in Flora Australiensis, Volume 3, S. 51. Das Typusmaterial weist die Beschriftung Queensland, Bowman, Rockhampton, Dallachy. auf. Die Neukombination zu Corymbia dallachiana (Benth.) K.D.Hill & L.A.S.Johnson erfolgte 1995 unter dem Titel Systematic studies in the eucalypts. 7. A revision of the bloodwoods, genus Corymbia (Myrtaceae) in Telopea, Volume 6; Issue 2–3, S. 451. Weitere Synonyme für Corymbia dallachiana (Benth.) K.D.Hill & L.A.S.Johnson sind Eucalyptus clavigera subsp. dallachiana (Benth.) Maiden, Eucalyptus aparrerinja subsp. dallachiana (Benth.) Brooker & Kleinig und Eucalyptus tessellaris var.  dallachiana Benth.